# Tony McPhee
Anthony Charles „Tony“ McPhee (* 22. März 1944 in Redlands House bei Humberston, Lincolnshire, England; † 6. Juni 2023) war ein britischer Blues-Gitarrist und Sänger.

## Leben
Während seiner Schulzeit gründete McPhee seine erste Band. Zunächst ein Skiffle-Enthusiast, wurde er Anfang der 1960er unter dem Einfluss von Cyril Davies und Blues Incorporated zum erklärten Bluesmusiker.
McPhee gründete mit John Cruickshank (Gesang), Pete Cruickshank (Bass) und Dave Boorman (Schlagzeug) die Band The Dollarbills. Mit dem zusätzlichen Mitglied Bob Hall (Piano) nannten sie sich schließlich Groundhogs, nach dem Ground Hog Blues von John Lee Hooker.
Die Groundhogs erspielten sich in Großbritannien einen Ruf als solide R&B- und Bluesband. Mitte der Sechziger waren die Groundhogs Begleitband auf den Europatourneen von Hooker und Champion Jack Dupree. Aufgrund des ausbleibenden Erfolgs lösten sich die Groundhogs auf, und Tony McPhee arbeitete als Sessionmusiker, u. a. für Champion Jack Dupree.
Im August 1966 bildete McPhee mit Pete Cruickshank (Bass) und Mike Meekham (Schlagzeug) die Gruppe Herbal Mixture, deren Sound dem der Yardbirds ähnelte. Ihr Psychedelischer Rock ließ jedoch immer McPhees Verankerung im Blues erkennen. Die Gruppe hatte als Clubband Erfolg und trat als Vorband der Jeff Beck Group auf, konnte jedoch keinen Plattenhit landen. Ende 1967 löste sie sich auf.
McPhee spielte weiter Blues, u. a. in der John Dummer Blues Band. 1968 initiierte er eine Wiedervereinigung der Groundhogs, die bis 1976 als Trio bestanden und über die Jahre mehrere erfolgreiche Alben einspielten. Dann trat er als Solist, aber auch als Tony McPhee and the Groundhogs auf und veröffentlichte weitere Alben. 1995 nahm er an einem Gedenkkonzert für Alexis Korner teil. Auch gehörte er zur Besetzung von The British Blues All Stars.

## Solo-Diskografie
- Me and the Devil (1968) (Album mit verschiedenen Interpreten)
- I Asked for Water (1969) (Album mit verschiedenen Interpreten)
- Same Thing on Their Minds (1971) (Zusammenstellung von Stücken aus Me and the Devil und I Asked for Water)
- Two Sides of Tony McPhee (1973)
- The Blues And The Beast (1991)
- Foolish Pride (1993)
- Slide, T.S., Slide (1996)
- Herbal Mixture-Groundhogs (1996)
- Live in Poland (2000)
- Bleachin the Blues (2002)
- Blues at Ten (2004) (mit Joanna Deacon)